# Europastraße 842
Die Europastraße 842 (kurz: E 842) ist eine italienische Europastraße, die von Neapel am Tyrrhenischen Meer über Nola und Avellino nach Cerignola in der Nähe der Adria führt. Sie weist eine Länge von 260 km auf und verläuft in den Regionen Kampanien und Apulien.
Der Beginn der Europastraße liegt an dem Abzweig der Autobahnen A1/A16. Bei Nola kreuzt sie sich mit der A30. Vorbei an den Provinzstädten Avellino und Benevento erreicht die E 842 nach 260 km die Adria und endet am Anschluss Zur A14/E 55.